# Villberga församling (före 2007)
Villberga församling var en församling i Uppsala stift och i Enköpings kommun i Uppsala län. Församlingen uppgick 2007 i Villberga-Hacksta-Löts församling. 

## Administrativ historik
Församlingen har medeltida ursprung. 
Församlingen utgjorde till 1 maj 1927 ett eget pastorat för att därefter till 1962 vara moderförsamling i pastoratet Villberga, Hacksta och Löt. Från 1962 till 2007 var den moderförsamling i Villberga pastorat. Församlingen uppgick 2007 i Villberga-Hacksta-Löts församling. 

## Kyrkor
- Villberga kyrka